# 普立乡
普立乡，是中华人民共和国云南省曲靖市宣威市下辖的一个乡镇级行政单位。

## 行政区划
普立乡下辖以下地区：
普立村、阿基卡村、迤兴村、鹤谷村、腊龙村、戈特村、老厂村、簸火村、攀枝嘎村、管寨村、更底村、格学村和卡乌村。